# Apache Xerces
Apache Xerces is een verzameling softwarepakketten voor het parsen en manipuleren van XML. De software is genoemd naar de Glaucopsyche xerces-vlinder. Het was oorspronkelijk een onderdeel van het Apache XML-project, en vormt een uitgebreide ondersteuning voor het parsen en genereren van XML. De Java XML-versie in het bijzonder was een van de eerste XML-parsers voor Java en vormt nog steeds een van de populairste implementaties voor Java. De bibliotheek zelf implementeert een aantal standaard api's voor het parsen van XML, zoals DOM, SAX en JAXP.